# Edubuntu

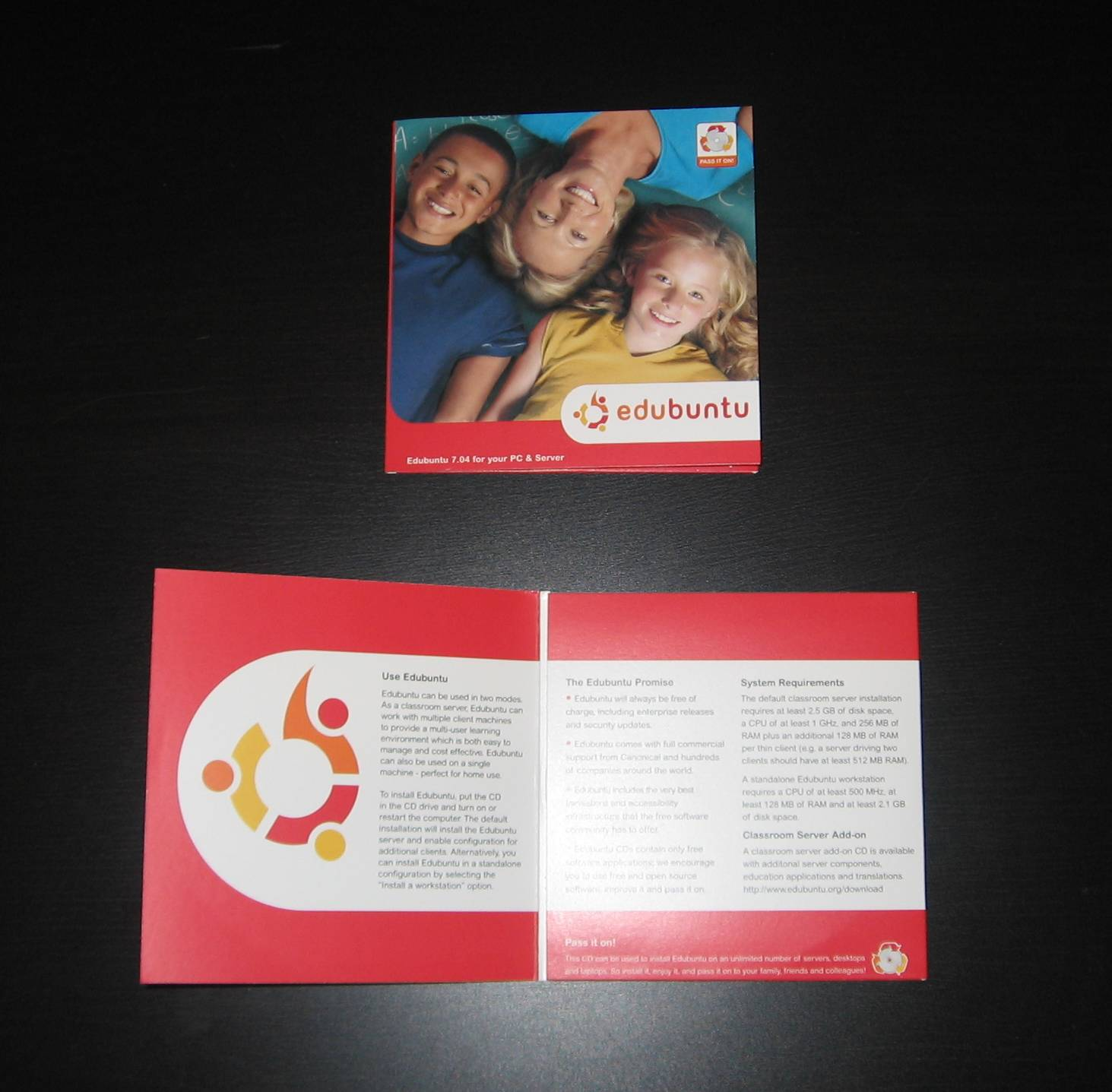
CDs da versão 7.04 do Edubuntu.

Edubuntu é uma distribuição Linux desenvolvida pela Canonical Ltd baseada no sistema operacional Ubuntu para ambientes escolares. A meta fundamental é proporcionar o professor com conhecimento técnico limitado a habilidade de instalar um laboratório de informática, o Edubuntu tem esta capacidade porque tem um gerenciador de  configuração, usuários e processos.
Edubuntu é desenvolvido em colaboração com professores e técnicos de informática de várias partes do mundo, incorporando técnicas de redes como a do LTSP (Linux Terminal Server Project) facilitando a aprendizagem dos alunos.
O manifesto do Edubuntu diz, entre outras coisas que:
- Edubuntu sempre será livre a mudanças, e não será cobrado taxas extras para o Edubuntu dedicado a empresas. Nosso trabalho é disponível livremente a todos da mesma forma.
- Edubuntu inclui a melhor infraestrutura de traduções e acessibilidade de todas as distribuições Linux.

A partir da versão 8.04, o EduBuntu é distribuído como complementos para o Ubuntu, não mais como um sistema operacional independente.